# NGC 4362
NGC 4362 (NGC 4364) é uma galáxia espiral (S?) localizada na direcção da constelação de Ursa Major. Possui uma declinação de +58° 21' 41" e uma ascensão recta de 12 horas, 24 minutos e 11,3 segundos.
A galáxia NGC 4362 foi descoberta em 17 de Abril de 1789 por William Herschel.